# Chowra (île)
Pour les articles homonymes, voir Chowra.
Chowra est une île de l'archipel des Nicobar dans le golfe du Bengale faisant partie du groupe des îles du centre.

## Géographie
L'île mesure 3,7 km de longueur et 2,3 km de largeur maximales pour une superficie de 8,2 km2. Elle est située à 11 km au nord de Teressa.